# جوزيف لودفيغ هولوب
جوزيف لودفيغ هولوب (1930-1999) (بالإنجليزية: Josef Ludwig Holub)‏ هو عالم نبات تشيكي.